# 田藝蘅
田藝蘅（1524年—1591年），字子藝，錢塘（今浙江杭州人）。

## 生平
嘉靖三年三月初九日（1524年4月12日）出生。個性放曠不羈，好酒任俠。歲貢生，七試不中。曾任徽州训导，罷歸。曾编修嘉靖《浙江通志》，有别墅曰品岩。萬曆十九年（1591年）去世。著有《大明同文集》、《易圖》、《北關新志》、《武林歲時記》、《老子指玄》、《留青日札》、《玉笑零音》、《煮泉小品》、《香宇詩談》、《春雨逸響》、《香宇集》、《田子藝集》、《詩女史》等。

## 家族
父田汝成。
有女婿徐懋升。

## 逸聞
田藝蘅著作《留青日札》記載明朝時已出現眼鏡。

## 延伸阅读
[在维基数据编辑]
 《明史卷二百八十七》，出自《明史》